# Mercadorama
O Mercadorama foi uma rede de supermercados sediada na cidade de Curitiba, capital do estado do Paraná.

## História
Esta rede de supermercados foi fundada em 1951 pelo empresário José Luiz Demeterco. Sua primeira loja estava localizada na Praça Tiradentes, no centro de Curitiba. Anteriormente a esta data, o embrião da empresa foi um armazém de propriedade do pai de José Luiz, Pedro Demeterco, que no início do século XX tornou-se sócio de um armazém do tipo secos & molhados. Pouco tempo depois, Pedro comprou as cotas da sociedade e transformou-se em proprietário único deste comércio. Após o seu falecimento, em 1947, seu filho José Luiz assumiu os negócios da família e fundou a rede de supermercados, considerada a pioneira em autoatendimento no Estado do Paraná.
Na década de 1990, a Associação Paranaense de Supermercados (APRAS) listou o Mercadorama como a maior rede supermercadista do estado.
Em 1998, a rede foi comprada pela Sonae Distribuição Brasil, o que originou uma expansão da marca à época. Por sua vez, no final de 2005, o Mercadorama passou a ser controlado pelo grupo Walmart, quando este comprou as redes que eram administradas pela Sonae.

### Reestruturação pelo Walmart Brasil
Tendo por base uma reestruturação de suas marcas, em outubro de 2017 o grupo Walmart anunciou que transformaria a bandeira Mercadorama em Walmart Supermercados, sendo este um processo inicializado no período do anúncio, com projeção de finalização estimada, na época, para 2021. Esta ação visava englobar as dez unidades existentes da rede.
Duas filiais foram convertidas para a nova bandeira, sendo elas situadas nos bairros Jardim das Américas e Juvevê, em Curitiba.

### Aquisição da Advent International e nova reorganização
Em junho de 2018, foi aprovada a aquisição de 80% das ações do Walmart Brasil pelo fundo norte-americano Advent International, que transformou-se no Grupo BIG.
Com isso, as ações de reestruturação projetado pela Walmart Brasil foram suspensas e as lojas que receberam a nova bandeira (Walmart), retornaram a denominação original com a intenção de remover a marca Walmart do grupo.

### Fim da marca
Em 2021, o Grupo BIG vendeu suas redes para o Grupo Carrefour Brasil, ação esta que acabou não incluindo a bandeira Mercadorama. Em 30 de março do mesmo ano foi decidido que esta bandeira paranaense de mercados seria descontinuada, e que as lojas com o seu nome seriam renomeadas para a bandeira Nacional. Este processo de mudança, que iniciou-se com a unidade localizada no bairro Jardim das Américas, foi concluído em 30 de setembro de 2021 com a reinauguração das lojas sob a nova bandeira Nacional, o que culminou com a extinção da rede Mercadorama.